# Gruppo di Ananke

Il diagramma mostra i satelliti di Giove nelle vicinanze di Ananke. Semiasse ~21 milioni di km, inclinazione ~149°

Il gruppo di Ananke è formato da un insieme di satelliti naturali di Giove che condividono orbite simili a quella di Ananke e che si ritiene abbiano avuto una origine comune.
La distanza media da Giove, è data dai loro semiassi maggiori che vanno da 19,3 a 22,7 milioni di chilometri, le loro inclinazioni da 145,7° a 154,8°, e le loro eccentricità da 0,02 a 0,28. Si muovono tutti in moto retrogrado rispetto a Giove.
L'Unione Astronomica Internazionale (IAU) riserva i nomi terminanti in -e per tutti i satelliti retrogradi, compresi quelli di questo gruppo. Nella nomenclatura in italiano, questa regola non viene sempre rispettata.

## Componenti
Non c'è un accordo definitivo sul numero dei membri che compongono il gruppo di Ananke. Secondo alcuni autori, la lista più affidabile dovrebbe comprendere i seguenti satelliti elencati in ordine di diametro decrescente (il segno meno davanti al periodo indica che l'orbita è retrograda):
| Nome               | Diametro (km) | Periodo (giorni) |
| ------------------ | ------------- | ---------------- |
| Ananke             | 28            | -623,59          |
| Prassidice         | 7             | -609,25          |
| Giocasta (Iocaste) | 5             | -640,97          |
| Arpalice           | 4             | -634,19          |
| Tione              | 4             | -603,58          |
| Euante             | 3             | -602,81          |
| Eufeme             | 2             | -628,06          |

Altri membri potenziali sono: 
- Euporia (Euporie)
- Mneme
- Ortosia (Orthosie)
- Telsinoe
- Ermippe
- Elice
- Filofrosine
- S/2003 J 16
- S/2003 J 18
- S/2010 J 2

## Origine
Secondo alcuni autori il gruppo di Ananke si sarebbe formato in seguito alla cattura e successiva frammentazione collisionale di un asteroide da parte di Giove. L'ipotesi è basata sul fatto che la dispersione dei parametri orbitali dei componenti è molto ridotta e può essere collegata a un basso impulso di velocità (15 < δV < 80 m/s), compatibile con una singola collisione e conseguente frammentazione.
Sulla base delle dimensioni dei satelliti esistenti, l'asteroide progenitore dovrebbe aver avuto un diametro di circa 28 km. Questo valore corrisponde quasi al diametro di Ananke, indicando quindi che il corpo dell'asteroide non fu pesantemente frammentato.
Gli studi fotometrici non sembrano però confermare questa ipotesi e tendono a suggerire che una risonanza secolare abbia mescolato i gruppi di Ananke e di Pasifae. Tre satelliti del primo gruppo (Arpalice, Prassidice e Giocasta) mostrano una colorazione grigia simile (indice di colore: B−V = 0.77 and V−R = 0.42), mentre Ananke mostra una colorazione tra il grigio e il rosso chiaro.